# 브래드퍼드온에이번

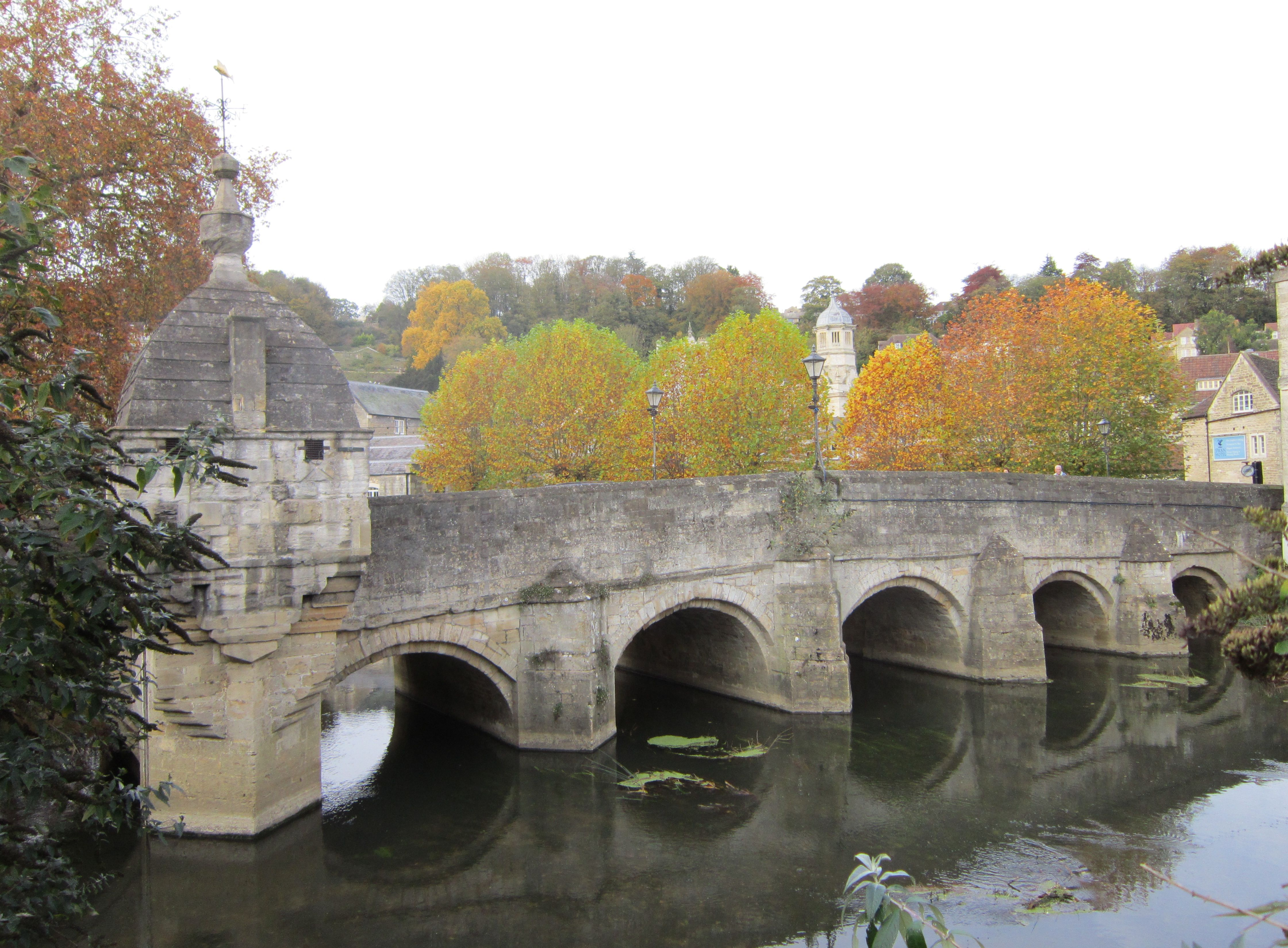
브래드퍼드온에이번에 있는 다리

브래드퍼드온에이번(영어: Bradford on Avon)은 잉글랜드 윌트셔주에 위치한 도시로 인구는 49,491명(2011년 기준)이다. 로마 제국 시대에 도시가 형성되었으며 잉글랜드가 직물 산업으로 발전하던 17세기에 지어진 건축물들이 남아 있다.